# Martin Bucer
Martin Bucer (alemão original: Martin Butzer; Sélestat, França, 11 de novembro de 1491 – em Cambridge, Inglaterra, 28 fevereiro 1551) foi um reformador protestante em Estrasburgo, que influenciou as vertentes luterana, calvinista, anglicana e doutrinas e práticas. Bucer era originalmente um membro da Ordem Dominicana, mas depois da reunião e sendo influenciada por Martinho Lutero, em 1518 ele conseguiu que seus votos monásticos fossem anulados. Ele então começou a trabalhar para a Reforma, com o apoio de Franz von Sickingen.
Bucer esforçou para reformar a igreja em Wissembourg, o que resultou em sua excomunhão da Igreja Católica Romana, e ele foi forçado a fugir para Estrasburgo. Lá ele se juntou a um grupo de reformadores que incluiu Matthäus Zell, Wolfgang Capito, e Caspar Hédio. Ele agiu como mediador entre os dois principais reformadores, Martinho Lutero e Ulrico Zuínglio, que divergiam sobre a doutrina da Eucaristia. Mais tarde, Bucer procurou obter um acordo comum sobre os artigos de fé, como a Confissão de Tetrapolitan e concórdia de Wittenberg, trabalhando de perto com Philipp Melanchthon no último.
Bucer acreditava que os católicos do Sacro Império Romano-Germânico poderiam ser convencidos a aderir à Reforma. Através de uma série de conferências organizadas por Charles V, ele tentou unir católicos e protestantes para criar uma igreja nacional alemã separada de Roma. Ele não fez isso, pois como os acontecimentos políticos levaram à Guerra de Esmalcada e levaram ao recuo do protestantismo dentro do Império. Em 1548, Bucer foi persuadido, sob coação, para assinar o Provisório Augsburg, que impôs certas formas de culto católico. No entanto, ele continuou a promover reformas até a cidade de Estrasburgo aceitou o Provisório, e obrigou-o a sair.
Em 1549, Bucer exilou-se na Inglaterra, onde, sob orientação de Thomas Cranmer, influenciou a segunda revisão do Livro de Oração Comum. Morreu em Cambridge, Inglaterra, com 59 anos de idade. Embora o ministério não levou à formação de uma nova denominação, muitas denominações protestantes têm afirmado como um dos seus próprios.  É lembrado como um dos pioneiros do ecumenismo.